# 정미로
정미로(Jeongmi-ro)는 충청남도 당진시 당진동 성당삼거리에서 당진시 고대면 슬항교차로를 잇는 도로이다.

## 주요경유지
충청남도
- 당진시 (당진동 . 정미면 . 고대면)

## 노선
| 이름         | 접속 노선                    | 소재지 | 소재지 | 비고                 |
| ------------ | ---------------------------- | ------ | ------ | -------------------- |
| 성당삼거리   | 역천로                       | 당진시 | 당진동 | 지방도 제647호선구간 |
| 대운산교     |                              | 당진시 | 정미면 | 지방도 제647호선구간 |
| 대운산삼거리 | 수당천로                     | 당진시 | 정미면 | 지방도 제647호선구간 |
| 사관 교차로  | 국도 제32호선 (서해로)       | 당진시 | 정미면 | 지방도 제647호선구간 |
| 독골고개     |                              | 당진시 | 정미면 | 지방도 제647호선구간 |
| 천의삼거리   | 지방도 제647호선 (4.4만세로) | 당진시 | 정미면 | 지방도 제647호선구간 |
| 뱃터삼거리   |                              | 당진시 | 정미면 | 지방도 제649호선구간 |
| 슬항 교차로  | 지방도 제615호선 (대호만로)  | 당진시 | 고대면 | 지방도 제649호선구간 |

## 주요 건물및 시설
- 당진정미 우체국 (정미로 706-1/천의리 243-9)
- 정미119지역대 (정미로 713/천의리 248-12)
- 농협 정미농협 주유소 (정미로 716/천의리 243-35)
- 당진솔담 요양병원 (정미로 1055/진관리 1355-15)